# Cases Allemandes

Einer der namensgebenden Bungalows in Cases Allemandes im Winter 1996/1997

Cases Allemandes (auch: Lycée La Fontaine) war eine informelle Siedlung im Stadtgebiet von Niamey in Niger.

## Geschichte
Das Gelände der späteren Siedlung im Stadtteil Plateau gehörte ursprünglich der Botschaft der Bundesrepublik Deutschland. Die Botschaft ließ hier auf 39 Grundstücken Bungalows in Fertigbauweise errichten, die der Unterbringung eigener Staatsangehöriger dienten, die sich zeitweise in der Stadt aufhielten. Der Name Cases Allemandes, französisch für „deutsche Häuser“, bezieht sich auf diese Bungalows. Der alternative Ortsname Lycée Lafontaine leitet sich von der Nähe zur gleichnamigen Schule Lycée La Fontaine ab.

Strohhütten in Cases Allemandes im Winter 1996/1997

Im Jahr 1987 verkaufte die deutsche Botschaft das Gelände an den nigrischen Staat. Der Staat überließ es zunächst Lehrenden und Forschenden der Universität Niamey. Als Reaktion auf einen Streik an der Universität, der die Staatsführung empörte, wurde den Universitätsangestellten die Nutzung kurzerhand wieder entzogen. Das nunmehr ungenutzte in Staatsbesitz stehenden Areal wurde von als Wächtern arbeitenden Männern okkupiert, die hier Stück für Stück Strohhütten errichteten. Die Bauform der Strohhütte ermöglichte wie in anderen informellen Siedlungen Niameys einen raschen Abbau und Aufbau an anderer Stelle, sollte die Polizei die Siedler vertreiben. Bald ließen sich in Cases Allemandes auch Prostituierte und Kunsthandwerker aus dem nahegelegenen Touristenviertel Château 1 nieder. Die inmitten der reichen Gegend Plateau gelegene Armensiedlung war ethnisch gemischt. Neben Tuareg und Wodaabe lebten hier Zarma und Hausa. Im Jahr 1997 wurden 87 Haushalte, im Jahr 2002 bereits 503 Haushalte gezählt. Die UNICEF errichtete eine Grundschule für die Kinder von Cases Allemandes.
Es kam wiederholt zu Großbränden, so im Dezember 1997 und am 17. Februar 2003, als 204 Strohhütten niederbrannten. Der letzte Brand war für die damalige Präfekt-Präsidentin von Niamey Bibata Niandou Barry der Anlass, ein dreitägiges Ultimatum zur Räumung der Siedlung zu setzen. Polizisten sollten die Wiedererrichtung der niedergebrannten Hütten verhindern. Unter anderen durch eine Vorsprache bei einer der Ehefrauen des Staatspräsidenten Mamadou Tandja wurde die Räumung vorerst verhindert. Zu dieser kam es erst im Mai 2008. Ab Juni 2015 wurde anstelle von Cases Allemandes ein Fünf-Sterne-Hotel errichtet.